# 5.1 서라운드 사운드

5.1의 대부분의 공통 스피커 구성. 각각의 검은 정사각형은 스피커를 가리킨다. 위쪽 가운데 스피커는 대화에 사용된다. 가운데 스피커 기준으로 좌우측의 스피커는 영화에서의 음악 등의 음향을 위한 스테레오 사운드를 출력한다. 뒷쪽의 좌우측의 스피커는 서라운드 사운드 효과를 출력한다.

5.1 서라운드 사운드(5.1 surround sound)는 6채널 서라운드 사운드 오디오 시스템을 가리키는 용어이다. 홈 시네마에 가장 흔히 사용되는 설계이다. 5개의 완전한 대역 채널과 하나의 저주파 효과 채널(5.1 뒤의 1)을 이용한다. 돌비 디지털, 돌비 프로 로직 II, DTS, SDDS, THX는 모두 공통적인 5.1 시스템이다. 5.1은 또한 디지털 방송과 음악의 표준 서라운드 사운드 오디오이기도 하다.

## 역사
quintaphonic sound라는 이름의 5채널 서라운드 사운드의 원형은 1975년 영화 《토미》에 사용되었다.
5.1은 돌비 연구소가 Todd-AO 70 밀리미터 필름 프린트의 6개의 아날로그 자기 사운드트랙에 대한 트랙 이용을 수정했던 1976년으로 거슬러 올라간다.

## 같이 보기
- 7.1 서라운드 사운드